# Freedom - No Compromise
Freedom - No Compromise è il terzo album solista di Little Steven, pubblicato nel 1987.

## Il disco
Visto il successo ottenuto nel 1985 con la pubblicazione del singolo dance-rock Sun City (nell'ambito del suo progetto Artists United Against Apartheid), Little Steven continua musicalmente sulla stessa scia, accantonando in maniera piuttosto evidente le atmosfere garage rock dei due precedenti dischi a favore di un genere pop-rock contaminato da elementi etnici, e creando così un gradevole esempio di world music. Gli episodi più riusciti sono senz'altro l'indimenticabile "Bitter Fruit" (nella quale Rubén Blades, famoso cantante panamense di musica latina, dà il suo contributo canoro), "No More Party's" (brano che ha riscosso un discreto successo anche nelle discoteche), "Trail Of Broken Treaties" e "Pretoria". Nel brano "Native American", forse il più memorabile di tutto l'album (e che fa parte del poco vasto ma valido repertorio Reggae di Little Steven, assieme ad altri brani come "Solidarity", "I'm A Patriot" e "Leonard Peltier", presenti in altri lavori) duetta con lui il "boss" Bruce Springsteen.
I testi sono prettamente politici e di condanna verso la politica del governo USA, come anche per il precedente Voice of America.

## Tracce
1. Freedom
2. Trail Of Broken Treaties
3. Pretoria
4. Bitter Fruit
5. No More Party's
6. Can't You Feel The Fire
7. Native American
8. Sanctuary

## Formazione
- Steve Van Zandt - voce, chitarra
- Steve Jordan, David Beal, Keith LeBlanc - batteria
- Romeo Williams, Doug Wimbish, T.M. Stevens - basso
- Bernie Worrell, Paul Shaffer, Greg Phillinganes, Tommy Mandel, Richard Scher - tastiere
- Rubén Blades, David Beal, Monti Louis Ellison - percussioni
- Hilario Soto - toyo
- Zoe Yanakis - flauto basso
- Kenny Moore, Cobra Jones, Kenny Moore, Will Downing, Craig Derry, Wendell Morrison, Floyd Westerman, Tina B., Audrey Wheeler, Brenda White-King, Steve Jordan, Oren Waters, Julia Waters, Luther Waters, Maxine Waters, Debra Byrd, Elicia Wright, Benjamin Newberry, Sechaba Cultural Singers, Zola Dube, Tshepo Tsotetsi, Moeketsi Bodibe, Tnemba Ntinga, Mweli Mzizi, South African Students Committee of UCLA, Abner Mariri, Mendiswa Mzamne, Ronald Kunene, Kindiza Ngubeni, Nonhlanhla Simelane, Motlole Moseki - cori